# Trenc d'alba (novel·la)
Trenc d'Alba (en anglès Breaking Dawn) és una novel·la romàntica i fantàstica de la saga Crepuscle creada per Stephenie Meyer.
A diferència de les seves tres predecessores està explicada en primera persona per la Bella Swan i en Jacob Black.

## Argument
Bella
El llibre comença on s'havia deixat a Eclipsi, amb l'Edward i la Bella fent plans per casar-se, condició que li imposa ell per la seva mentalitat de principis del segle XX a canvi de convertir-la en vampir. A canvi ella li fa prometre que faran l'amor mentre encara sigui humana.
El pare de la Bella, Charlie reacciona desmesuradament en un principi, pensant que està embarassada, però al final ho acaba acceptant, igual que la seva mare, René.
Durant el convit la Bella parla amb el seu amic Jacob, que encara està enamorat d'ella i reacciona amb una gran ira quan li explica el pacte que ha fet amb l'Edward i els homes llop de la seva tribu l'han de controlar i emportar-se'l.
Després de la boda, l'Edward i la Bella se'n van de lluna de mel a l'illa d'Esme a Amèrica del Sud.
Allà fan l'amor tot i la por de l'Edward a no poder controlar els seus instints de vampir, que li deixa tot de morats, sentint-se molt culpable encara que a ella no li importa. Després d'això promet que no la tornarà a tocar fins que no l'hagi convertit i planeja un seguit d'activitats per mantenir-los ocupats, però ella el sedueix i hi tornen.
Al cap de pocs dies, la Bella comença a tenir malsons, canvis d'humor i a vomitar i s'acaba adonant que s'ha quedat embarassada i malgrat que tot just en fa uns dies nota que el fetus ja li pega cops a la panxa.
L'Edward en estat de xoc planeja tornar ràpidament i demanar al Carlisle, el seu pare, que li practiqui un avortament, però ella decideix tenir-lo i mentre es preparen per marxar i a esquena d'ell, truca a la Rosalie per demanar-li ajuda.
Jacob
En Jacob i el seu clan d'homes llop sent notícies que la Bella ha tornat i que està malalta, fet que creuen que és un eufemisme per no dir que ja l'han convertit en vampir, davant la passivitat dels seus companys que no estan disposats a atacar els Cullen, ja que ella ha escollit el seu propi destí, se n'hi va tot sol i descobreix astorat que la Bella està embarassada, en un estat força avançat i que el fetus li està robant la vida a poc a poc, però malgrat tot no vol avortar.
L'Edward, totalment destrossat, li demana que la convenci, que si vol tenir fills està disposat a deixar que ell sigui el pare, però que avorti abans que li costi la vida, i Jacob li proposa, però ella rebutja.
El problema comença quan torna cap a casa en forma de llop i en compartir els seus pensaments amb els seus companys, que formen una sola ment, descobreixen el que està passant i per ordres de Sam, decideixen atacar els Cullen i destruir la criatura que la Bella porta a dins, encara que li costi la vida a ella.
Jacob, incapaç de fer mal a la dona que estima, talla el lligam amb els seus i se'n va a avisar els Cullen, seguit per Seth Clearwater, el més jove del grup i que aprecia la família de vampirs i als que aviat s'uneix la seva germana gran, Leah.
Amb el factor sorpresa perdut i amb baixes a les seves files, l'atac dels homes llop no es produeix.
Per altra banda, l'Edward comença a sentir els pensaments del fetus i descobreix que estima la Bella i ell també descarta la possibilitat de fer-la avortar, traient Jacob de polleguera.
Finalment, la Bella es posa de part i dona llum a una nena a qui anomena Renesme, en el procés es trenca diversos ossos, inclosa la columna vertebral i perd una gran quantitat de sang, estant a punt de morir. L'Edward la salva convertint-la en vampir, en un pols contra la mort.
En un moment de desesperació i creient-la morta, Jacob va a buscar la nena que acaba de néixer per matar-la, però en l'instant que la mira als ulls, queda imprimat d'ella i es converteix en el centre del seu univers.
Mentrestant sent en la distància que el cor de la Bella comença a bategar de nou.
Bella
La Bella comença rememorant el part i la seva dolorosa transformació en vampir, sentint com el verí de l'Edward li crema les venes com un gran incendi, però mantenint-se quieta i callada per no fer-lo patir.
Al cap de tres dies es desperta i observa meravellada les seves noves habilitats, demostrant un autocontrol increïble en vampirs neòfits als quals la set intensa que pateixen els fa actuar per instint durant un temps, però per una estranya raó a ella no l'afecta i és capaç d'allunyar-se dels humans per no fer mal a ningú.
Es reuneix amb l'Edward i la seva filla Renesme a qui tothom anomena Nessie per culpa de Jacob. La nena és capaç de mostrar els seus records a través del contacte físic i creix a un ritme anormalment ràpid, a més a més li batega el cor i és capaç d'alimentar-se de menjar humà a més de sang, tot i que la idea no li fa el pes.
Tot sembla anar bé fins que un dia que està caçant amb la nena i el Jacob, una vampiressa anomenada Irina, del clan de Denali confon la filla de la Bella amb una nena immortal, prohibits per la llei dels vampirs per la seva incapacitat de controlar els seus instints i va a avisar els Vulturi perquè la destrueixin.
Avisats del fet per Alice, comencen a buscar a vampirs perquè puguin testificar davant d'ells que Renesme no és una nena immortal i no s'ha desobeït la llei.
Durant l'arribada dels vampirs, la Bella descobreix que té el do de crear un escut mental que la immunitza davant dels poders aliens, raó per la qual l'Edward no li podia llegir el pensament.
Amb aquest fet a favor seu, un grup de vampirs i el clan d'homes llop, s'uneixen a la família Cullen per intentar aturar els Vulturi que venen amb tots els seus guàrdies, disposats a destruir tothom que s'interposi en el seu camí.
Quan la batalla sembla imminent, ja que demostrat que la llei no s'ha violat els Vulturi només busquen un pretext per destruir l'oposició al seu poder, l'Alice apareix amb un vampir anomenat Nahuel que té 150 anys i és com la Renesme.
Sabent que no hi ha raons per témer res de la nena, els Vulturi, humiliats se'n tornen a Itàlia i tots ho celebren.
La Bella finalment es pot desprendre de l'escut mental i mostrar-li els pensaments a l'Edward, acabant així el llibre, deixant-los amb el primer dia perfecte de la seva eternitat.